# Kintang
Kintang (nepalski: किन्ताङ्ग) – gaun wikas samiti w środkowej części Nepalu w strefie Bagmati w dystrykcie Nuwakot. Według nepalskiego spisu powszechnego z 2001 roku liczył on 451 gospodarstw domowych i 2204 mieszkańców (1133 kobiet i 1071 mężczyzn).